# Podersdorf am See
Podersdorf am See est une commune autrichienne du district de Neusiedl am See dans le Burgenland.